# Hamarøy
Hamarøy é uma comuna da Noruega, com 566 km² de área e 1 872 habitantes (censo de 2004).         
Localiza-se aqui o Centro Knut Hamsun, dedicado ao prémio Nobel da Literatura Knut Hamsun. O edifício foi desenhado por Steven Holl
.